# 安多拉 (特鲁埃尔省)
安多拉，是西班牙阿拉贡自治区特鲁埃尔省的一个市镇。总面积141平方公里，总人口7816人（2001年），人口密度55人/平方公里。